# Xolís
El xolís és un embotit fet amb carns del porc: pernil, llom, espatlla i una barreja de papada i cansalada fresca. És típic del Pallars.

## Preparació
Es prepara tradicionalment als mesos d'hivern —desembre, gener i febrer— amb carn magra trinxada, sal i pebre. S'utilitza tripa natural cular i semicular de porc i es deixa estirat en repòs damunt una taula durant 48 hores abans de ser penjat al rebost, ja que, si es penja acabat de fer, la carn és massa molla i el budell no aguanta el pes i cau a terra. Començat el procés d'envelliment, el xolís segons la climatologia queda penjat uns quinze dies a les bigues del rebost. Passats aquests dies de curació natural feta en un ambient sec, fred i ventilat, es despenja i es premsa de 48 a 72 hores estirat damunt una taula de fusta i llençols de cotó, amb un pes per sobre per a aconseguir així treure l'aire i la humitat i que quede la forma plana; en treure'l de la premsa es fa una darrera pitjada amb la mà, que és la que marca la forma peculiar de «8» en tallar-lo i que diferencia de la resta d'embotit d'altres indrets de Catalunya. Després es torna a penjar i continua l'envelliment durant un mínim de dos mesos, quan estarà a punt per a menjar.